# Hornedo
Hornedo es una localidad de la comunidad autónoma de Cantabria (España) y una las siete que forman el municipio de Entrambasaguas. En el año 2022 contaba con una población de 198 habitantes (INE). La localidad se encuentra a 109 metros de altitud sobre el nivel del mar, y a 5 kilómetros de la capital municipal, Entrambasaguas.

## Festividades
En Hornedo se celebra la festividad de Santa Juliana, el 28 de junio.